# R Зайця
R Зайця (R Leporis, R Lep), іноді називають «Малинова зоря Гайнда», — відома змінна зоря в сузір'ї Зайця, недалеко від його межі з сузір'ям Ерідана.

## Характеристики
Це вуглецева зоря, яка виглядає червоною. Власну назву отримала на часть знаменитого англійського астронома Дж. Р.Гайнда, який вперше спостерігав її 1845 р. Її видима зоряна величина змінюється від +5,5 до +11,7 з періодом 418—441 днів; останні вимірювання показують період 427,07 днів. Є ознаки, що може бути вторинний період 40 років.  R Зайця розташована надто далеко від Землі для точного виміру її паралакса і розрахунку за ним світності. Але її світність можна оцінити за залежністю світності від періоду для мірид, яку встановили Ґвандаліні і Крісталло. Використовуючи період 427,07 днів, вони вирахували болометричну світність на рівні 13 200 світностей Сонця. У праці 2012 року відстань до зорі оцінювалась у близько 1 350 світлових років, світність — приблизно 6 689 разів більше Сонця і температура поверхні у 2 980 К.
R Зайця часто описують як зорю з інтенсивним димчастим червоним кольором, хоча це не виражено, коли зірка близька до максимальної яскравості. Вона має найбільш червоний колір при найменшій світності, що відбувається раз на 14,5 місяців. Червоне забарвлення може бути викликане вуглецем у зовнішній оболонці зорі, який відфільтровує синю частину видимого спектра світла. Першовідкривач зорі Гайнд повідомляв, що вона виглядала «як крапля крові на чорному тлі».